# Ornithopus perpusillus
Ornithopus perpusillus là một loài thực vật có hoa trong họ Đậu. Loài này được L. miêu tả khoa học đầu tiên.

## Hình ảnh

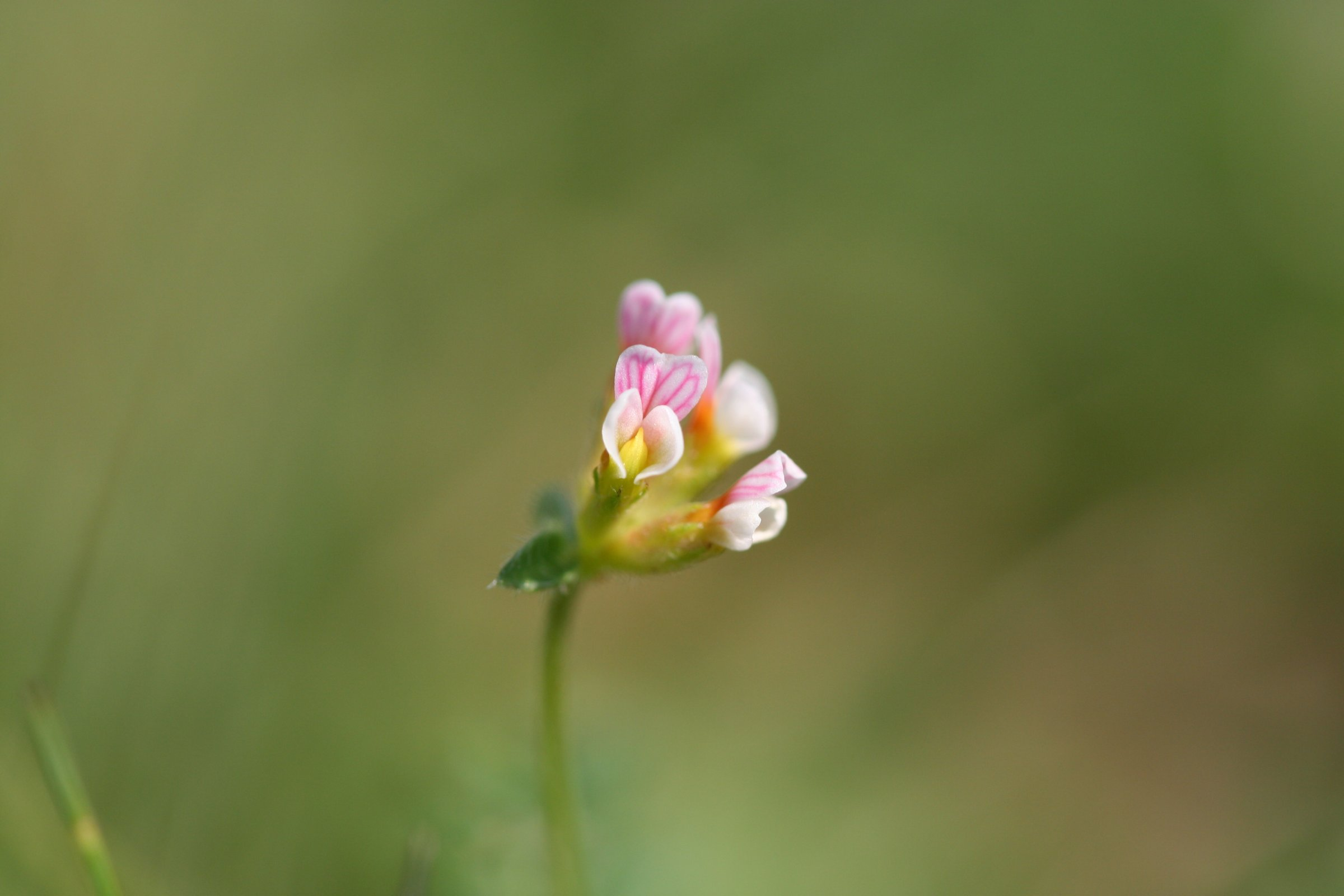
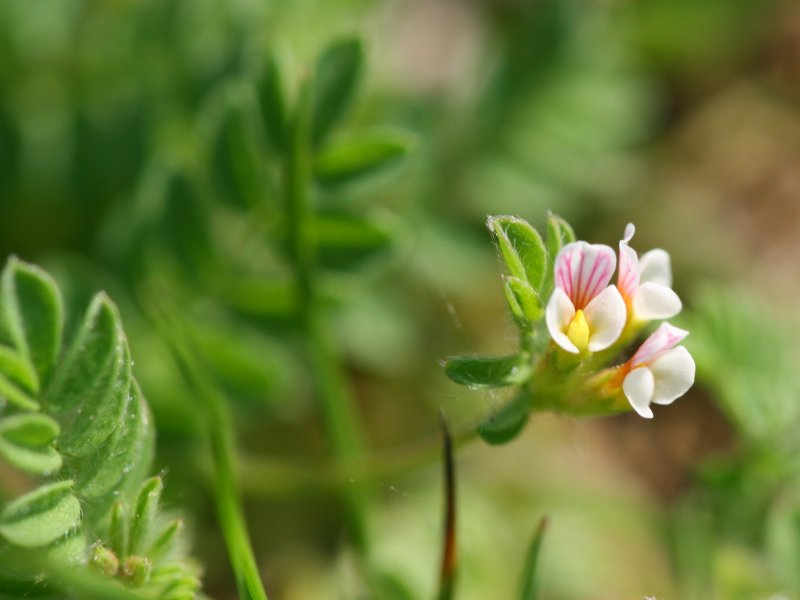

- Tập tin:Klein vogelpootje closeup plant (Ornithopus perpusillus).jpg
- Tập tin:Klein vogelpootje plant (Ornithopus perpusillus).jpg